# Don Joe
Don Joe, de son vrai nom Luigi Florio, né le 15 mai 1975 à Milan, en Lombardie, est un rappeur et disc jockey italien. Il est membre du groupe de hip-hop italien Club Dogo.

## Biographie
Don Joe commence sa carrière musicale en 1993, grâce à son frère. 
Ses débuts datent de la création de l'équipe de production The Italian Job, qui se composent de lui, DJ Shocca et Shablo. En 2001, il se joint uniquement en session au groupe Sacre Scuole et, après la séparation du groupe, fonde le Club Dogo avec Gué Pequeno et Jake La Furia.
Il participe à des titres d'albums tels que PMC VS Club Dogo - The Official Mixtape, un projet collaboratif de Club Dogo et Porzione Massiccia Crew, ou Roccia Music Vol. 1 du rappeur Marracash qui l'amène à affiner son style, plus dérivé vers les techno et la musique électronique, comme en témoigne le titre Penna capitale, deuxième album du Club Dogo. En 2005, il collabore avec le rappeur américain Grand Agent pour la sortie de l'album Regular, publié au label Vibrarecords ; en 2007, il produit entièrement l'album Vile denaro, premier album du Club Dogo au niveau national. L'année suivante, Don Joe produit plusieurs titres de l'album L'ora d'aria, première publication officielle de Vincenzo da Via Anfossi, et de l'album homonyme de Marracash. En 2012, il produit avec Claudio Cecchetto et Pier Paolo Peroni l'album Hanno ucciso l'Uomo Ragno 2012 de Max Pezzali et le sixième du album du Club Dogo Noi siamo il club. En 2014, il fonde la structure Godzilla Empire, initialement comme équipe de producteurs, puis comme label discographique.
Le 17 avril 2015, il publie le single Ora o mai più, avec la participation vocale de la chanteuse Emma anticipant son premier album solo homonyme, Ora o mai più, qui est publié le 5 mai 2015. L'album fait notamment participer Emma Marrone, Francesca Michielin, Giuliano Palma, Ax, Giuliano Sangiorgi, Emis Killa et Club Dogo<. « C'était un projet sur lequel je travaillais depuis un certain temps : je voulais proposer quelque chose "du producteur", comme ça se produit dans de nombreuses autres pays, et faire chanter des artistes italiens d'un certain calibre sur mes productions », explique-t-il.
En mai 2016, un concours de jeunes talents appelé Global Rap Superstar est organisé ; le vainqueur participera au nouvel EP 4 titres produit par Don Joe.

## Discographie

### Albums studio
- 2015 : Ora o mai più

### Mixtapes
- 2009 : Dogoinfamous Mixtape (avec DJ Harsh)
- 2010 : Dogoinfamous Mixtape Vol 2
- 2010 : Dogoinfamous Mixtape Vol. 3 (avec DJ Harsh)
- 2010 : Dogoinfamous Mixtape Vol. 4 (avec DJ Harsh)
- 2010 : Dogoinfamous Mixtape 5

### Albums collaboratifs
- 2003 : Mi fist (avec Club Dogo)
- 2005 : Regular (avec Grand Agent)
- 2006 : Penna capitale (avec Club Dogo)
- 2006 : Roccia Music Vol. 1 (avec Dogo Gang)
- 2007 : Vile denaro (avec Club Dogo)
- 2008 : Benvenuti nella giungla (avec Dogo Gang)
- 2009 : Dogocrazia (avec Club Dogo)
- 2010 : Che bello essere noi (avec Club Dogo)
- 2011 : Thori & Rocce (avec Shablo)
- 2012 : Noi siamo il club (avec Club Dogo)
- 2014 : Non siamo più quelli di Mi fist (avec Club Dogo)

### Apparitions
- 1997 – Irene Lamedica feat. Don Joe - La Dolce Vita (sur l'album Dolce intro)
- 1997 – DJ Enzo feat. Don Joe e Irene Lamedica - Quello per cui vivo (sur l'album Tutti X Uno)
- 1999 – Irene Lamedica feat. Don Joe - L'epicentro parte 2 (sur l'album Soulista)
- 1999 – Irene Lamedica feat. Don Joe - Ti tratto meglio (sur l'album Soulista)
- 1999 – Sottotono feat. Don Joe e Marya - Da dove scrivo (sur l'album Sotto lo stesso effetto)
- 1999 – Don Joe e Dargen D'Amico - Bug a Boo Parody (sur l'album Prodigio - Cani da sfida)
- 2004 – Jake La Furia feat. Don Joe - La mia crew è (sur l'album The Remedy Tape)
- 2006 – Gué Pequeno feat. Amir, Santo Trafficante & Don Joe - D.O.G.O. Meets Prestigio Click (sur l'album Fastlife Mixtape)
- 2006 – Bassi Maestro feat. G-Max, Don Joe e Daniele Vit - Nella Notte (sur l'album V.E.L.M. (Vivi e lascia morire))
- 2007 – Montenero feat. Don Joe e Vincenzo da Via Anfossi - Così e basta (sur l'album Milano spara)
- 2007 – Montenero feat. Don Joe e Vincenzo da Via Anfossi - Non so niente (sur l'album Milano spara)
- 2008 – Sgarra feat. Don Joe e Gué Pequeno - Tutta roba mia (sur l'album Disco imperiale)
- 2010 – Clara Moroni feat. Don Joe - 1000 notti (sur l'album Bambina brava)
- 2010 – Montenero feat. Don Joe e Emis Killa - È questo il tempo (sur l'album Big Deal)

### Productions
- 2001 – Sacre Scuole - 3 MC's al cubo (pistes 1 et 4)
- 2003 – Club Dogo - Mi fist (toutes les pistes)
- 2004 – Posi Argento - Borderline (production de Sono tornata (I'm Back in Town), Non mi fermi, Attimi et Amen)
- 2005 – Don Joe e Grand Agent - Regular (toutes les pistes)
- 2006 – Club Dogo - Penna capitale (toutes les pistes)
- 2007 – Club Dogo - Vile denaro (toutes les pistes)
- 2007 – Montenero - Milano spara (pistes 1–3, 5, 7, 15, 17e 19)
- 2007 – Noyz Narcos - Verano zombie (production de Parla chiaro)
- 2007 – Ted Bundy - Molotov Cocktail (production de Intro, Soltanto per me stesso, Fermare il tempo, Tu mi vedrai)
- 2007 – Colle der Fomento - Anima e ghiaccio (production de Capo di me stesso)
- 2008 – Dogo Gang - Benvenuti nella giungla (pistes 1–2, 7–8, 10–12)
- 2008 – Vincenzo da Via Anfossi - L'ora d'aria (production de 9mm)
- 2008 – Aban - La bella Italia (production de Odio porta odio et Sud Est)
- 2008 – Marracash - Marracash (pistes 1, 4, 6–8, 10–11 e 18)
- 2008 – Santo Trafficante - Ghiaccio - Il principio (production de Non ce provà)
- 2009 – Gente De Borgata - Terra Terra (production de Dimentica tutto)
- 2009 – Jack the Smoker - V.Ita (production de Vita in Ita e 24.7)
- 2009 – Montenero  - Dogo Power
- 2010 – Amir - Pronto al peggio (production de Sempre più grande et Multilingue (Dogozilla RMX))
- 2010 – Styles P - The Ghost Dub-Dime (production de Fast Lane et Juice Bar)
- 2010 – Cassidy - Apply Pressure 2 (production de Over and Over Again)
- 2010 – Serius Jones - Euros
- 2010 – Due di Picche - C'eravamo tanto odiati (piste 9)
- 2010 – Emis Killa - Champagne e spine (pistes 5–6 et 13)
- 2011 – Ted Bundy - Centodieci e lode (production de Un buco in testa)
- 2011 – Prize - Sempre in piedi (production de Dritti all'inferno RMX)
- 2011 – Gué Pequeno - Il ragazzo d'oro (pistes 3, 5 et 15)
- 2012 – Max Pezzali - Hanno ucciso l'Uomo Ragno 2012
- 2013 – Gué Pequeno - Bravo ragazzo (pistes 2, 8, 16–17)
- 2013 – Jake La Furia - Musica commerciale (pistes 4–5, 7, 10–11 e 13)
- 2014 – Club Dogo - Non siamo più quelli di Mi fist (tutte le tracce)
- 2015 – Nitro - Suicidol (piste 5)